# Danity Kane (албум)
Danity Kane е едноименният дебютен албум на американската група „Данити Кейн“, издаден през август 2006 г. Албумът достига първо място в класацията за албуми „Билборд 200“ и е с общи продажби от 1 милион копия в САЩ и получава платинен статус.

## Списък с песни

### Стандартно издание
1. One Shot – 3:41
2. Heartbreaker – 3:03
3. Want It – 3:22
4. Right Now – 3:32
5. Show Stopper (с Yung Joc) – 3:49
6. Hold Me Down – 3:57
7. Come Over (интерлюдия) – 1:44
8. Ooh Ahh – 2:51
9. Press Pause – 3:12
10. Ain't True (интерлюдия) – 1:34
11. Ride for You – 4:11
12. Touching My Body – 3:42
13. Back Up – 3:59
14. Stay with Me – 3:54

### Бонус трак
1. Sleep On It – 3:23